# کامارنا
کامارنا (به اسپانیایی: Camarena) یک شهرستان در اسپانیا است که در استان تولدو واقع شده‌است.

## خصوصیات
کامارنا ۶۶ کیلومترمربع مساحت و ۲٬۸۳۸ نفر جمعیت دارد و ۵۷۵ متر بالاتر از سطح دریا واقع شده‌است.